# Namiestnictwo Galicji
c. k. Namiestnictwo Galicji (niem. k.k. Statthalterei in Galizien inaczej k.k. Statthalterei in Lemberg) – organ i urząd o charakterze rządowym kierowany przez Namiestnika, funkcjonujący w latach 1849-1918 w Królestwie Galicji i Lodomerii, Było kontynuacją działającego wcześniej w latach 1772-1850 Gubernium Lwowskiego.

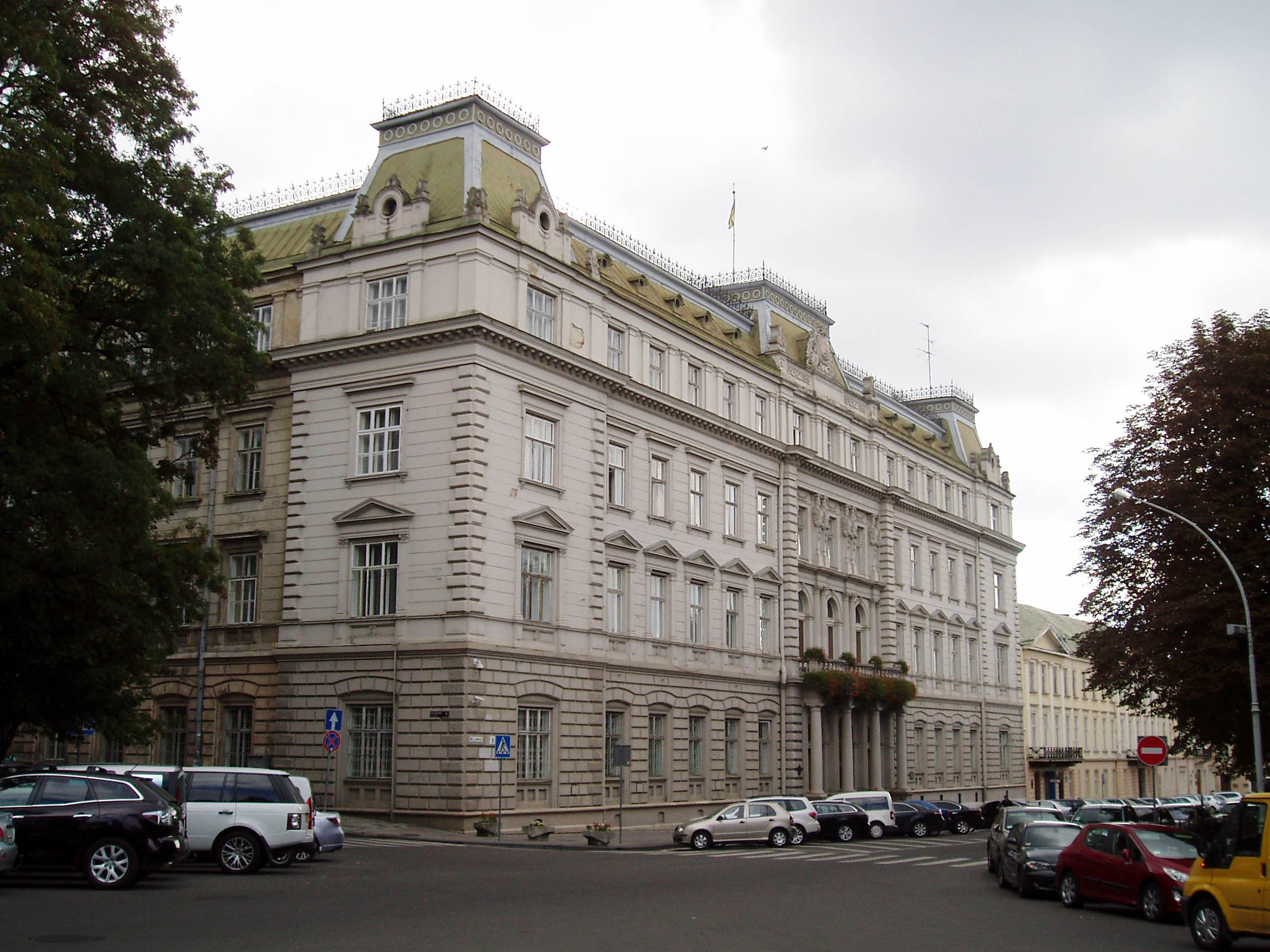
Pałac Namiestnikowski (Urząd Wojewódzki) we Lwowie przy ul. Wynnyczenki 18 – widok współczesny

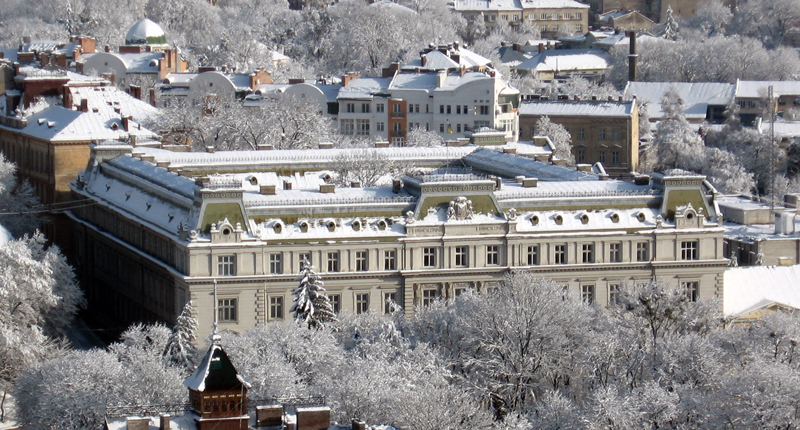
Pałac Namiestnikowski we Lwowie (później Urząd Wojewódzki)

## Namiestnictwo galicyjskie w latach 1848-1867
Jak piszą znawcy tematu Andrzej Dziadzio i Mateusz Mataniak: Każda niemal praca dotycząca dziejów Galicji nawiązuje w mniejszym lub większym stopniu do działalności namiestnictwa we Lwowie. W systemie władzy publicznej monarchii austriackiej namiestnictwo galicyjskie, wraz z podległymi mu starostwami, pełniło kluczową rolę. Bowiem administracja rządowa w Galicji zajmowała się wewnętrznymi sprawami kraju w znacznie szerszym zakresie niż pozostałe instytucje aparatu władzy.
Powstanie Namiestnictwa we Lwowie wiązało się z wydarzeniami Wiosny Ludów w państwie habsburskim. Po upadku rewolucji władze zdecydowały się na wprowadzenie nowego ustroju administracji rządowej - który miał w zamierzeniach jego twórców być bardziej skuteczniejszy w działaniu. W 1849 władze Cesarstwa Austriackiego po rozwiązaniu przez cesarza parlamentu i oktrojowaniu konstytucji przystąpiły do zasadniczej reorganizacji administracji państwa. Pierwszym krokiem w tym celu było powołanie 26 czerwca 1849 urzędu namiestnika i określenie jego kompetencji. Od tej pory na czele każdego z krajów monarchii habsburskiej stał powoływany przez cesarza namiestnik (Statthalter), którego zakres działania pokrywał się z wcześniejszymi uprawnieniami gubernatora. Do jego zadań organów należało w szczególności wykonywanie ustaw, utrzymanie bezpieczeństwa oraz publicznego porządku i spokoju. Podlegał on wiedeńskiemu ministerstwu spraw wewnętrznych. Namiestnikowi podporządkowano mu hierarchicznie całą administrację rządową kraju, który dzielił się na okręgi (Kreis) zarządzane przez prezydentów (Kreis-Präsidenten), którym podporządkowano powiaty (Bezirk) kierowane przez starostów (Bezirkshauptmann). W Galicji ta reforma została zrealizowana przez dotychczasowego generalnego gubernatora Agenora Gołuchowskiego z niewielkim opóźnieniem po rozporządzeniu ministra spraw wewnętrznych z 8 października 1850 roku. Dokument ten ustanowił na czele administracji w Galicji namiestnika z siedzibą we Lwowie, któremu podlegali trzej prezydenci (Regierungspräsidenten) kierujący tzw. okręgami rządowymi (Regierungsbezirke), z siedzibą we Lwowie, Krakowie i Stanisławowie. Te z kolei dzieliły się na obwody (cyrkuły) którym z kolei miały podlegać powiaty.
Zasadnicze zmiany które przetrwały do końca monarchii nastąpiły po ogłoszeniu w 1851 przez cesarza patentu sylwestrowego który zniósł konstytucję. Zniesienie swobód obywatelskich miało zostać zrekompensowane przez usprawnienie administracji i ukrócenie samowoli urzędników. Jednocześnie przywrócono zasadę kolegialnego działania urzędów - w tym przypadku przez powołanie namiestnictwa. Tę nową organizację wprowadzono rozporządzeniami ministrów spraw wewnętrznych, sprawiedliwości i finansów z 19 stycznia 1853 roku wydanych na mocy dekretu cesarskiego z 14 września 1852 roku. W tym akcie prawnym namiestnictwo uznano za najwyższą władzę administracyjną w kraju. Uprawnienia namiestnika uległy zawężeniu na rzecz prezydium namiestnictwa który był organem kolegialnym. Wprawdzie namiestnik nadal kierował namiestnictwem, ale samodzielnie decydował tylko w sprawach mu przekazanych w pozostałych sprawach decyzję podejmowało prezydium w drodze głosowania. W myśl wspomnianego rozporządzenia namiestnictwu podlegały sprawy: 1) politycznej i policyjnej administracji, 2) wyznań i oświaty, 3) handlowe i przemysłowe, 4) kultury krajowej, 5) budowlane. Jednocześnie kompetencje skarbowe namiestnictwa (podatki, cła, opłaty, myta) i administracja dóbr państwowych przejęte zostały przez utworzone w 1851 roku krajowe dyrekcje skarbowe. W Galicji dostosowano istniejący ustrój organów administracyjnych do nowych przepisów dopiero w 1854 roku. Przy okazji zlikwidowano okręg stanisławowski podporządkowując go Namiestnictwu we Lwowie, któremu nie podlegał Rząd Krakowski stanowiący osobną strukturę. Tym samym Galicja od 1854 roku de facto tworzyła dwa odrębne obszary. Sytuację tę zmieniła decyzja ministra spraw wewnętrznych Agenora Gołuchowskiego w 1860 podporządkowująca zachodnią Galicję namiestnictwu we Lwowie. Jednak po jego ustąpieniu w Wiedniu ponownie władzę przejęli politycy centralistyczni i w latach 1852-1866 władza w Galicji była sprawowana przez generalnego gubernatora, któremu podlegały rządy krajowe we Lwowie i w Krakowie, całkowicie od siebie niezależne. W 1865 zniesiono urzędy okręgowe (obwodowe), przekazując ich kompetencje starostom. Dopiero ponowne mianowanie w 1866 Gołuchowskiego namiestnikiem spowodowało odwrócenie sytuacji. Rozporządzenie z 23 stycznia 1867 roku przekazało sprawy politycznej administracji kraju w ręce namiestnika i namiestnictwa we Lwowie, którym podlegało 74 starostw powiatowych. Zakres działania namiestnictwa rozszerzono na cały kraj, likwidując istniejącą wcześniej odrębność Krakowa.

## Namiestnictwo Galicyjskie w okresie autonomii (1867-1914)
Po zmianie sytuacji politycznej i utworzeniu Austro-Węgier Galicja stała się częścią cesarstwa austriackiego tzw. Przedlitawi. Jednak ukształtowana wcześniej struktura zarządzania tą prowincją monarchii Habsburgów nie uległa już zasadniczej zmianie. Na czele administracji rządowej co potwierdzono w ustawie z 1868 roku stał Namiestnik który reprezentował cesarza i rząd wobec instytucji autonomicznych na czele z Sejmem Krajowym. Utrzymano też zakres kompetencji namiestnika oraz namiestnictwa, z wyjątkiem spraw, które przekazano reprezentacjom krajowym, powiatowym i gminnym. Siedzibą namiestnictwa był Lwów. Za jego prawidłowe funkcjonowanie jak i za całość polityki rządu odpowiadał namiestnik. Miał on pozycję wyjątkową - w tym czasie stanowisko to uważano za ważniejsze niż stanowiska ministerialne w rządzie centralnym. Na tę pozycję składał się zespół uprawnień określany jako zarząd nad całą „polityczną” administracją kraju, do której zaliczano sprawy podlegle ministerstwom centralnym w Wiedniu: Ministerstwu Spraw Wewnętrznych, Wyznań i Oświaty, Obrony Krajowej i Rolnictwa, oraz niektóre sprecyzowane osobnymi przepisami z zakresu kompetencji Ministerstwa Skarbu, Handlu, Kolei Żelaznych i Robót Publicznych. Do jego kompetencji należało przede wszystkim przeprowadzanie wyborów, ich rozpisywanie, układanie spisów wyborców oraz zatwierdzanie mandatów elektów. Ważną kompetencją namiestnika była też inicjatywa ustawodawcza, był on odpowiedzialny za przedstawienie rządowi centralnemu i cesarzowi uchwal Sejmu Krajowego. W sprawowaniu władzy był niezależny, mógł jednak zostać postawiony - w wyniku uchwały parlamentu centralnego - przed trybunałem stanu. Ponadto regulaminem sejmu został zobowiązany do udzielania odpowiedzi na interpelacje posłów. Namiestnik zwyczajowo stawał na czele większości sejmowej, kierując pracą sejmu, ponadto wysuwał kandydaturę na stanowisko ministra dla Galicji w rządzie wiedeńskim. W skład namiestnictwa w pierwszym okresie jego działania wchodzili: namiestnik, wiceprezydent namiestnictwa, radca dworu, ośmiu radców namiestnictwa, dyrektor urzędów pomocniczych, a także odpowiednia liczba koncypistów, praktykantów konceptowych, adiunktów dyrekcji urzędów pomocniczych, oficjałów, kancelistów i sług.
Poważniejszą reorganizację namiestnictwa przeprowadził Michał Bobrzyński, namiestnik Galicji w latach 1908–1914. W jego ocenie sprawną pracę utrudniały nadmiernie rozbudowany tok postępowania, a także na zbyt wielką skalę odwoływanie się  często w sprawach drugorzędnych do ministerstw i Trybunału Administracyjnego. Obiektywnym czynnikiem zmuszającym władzę do przeprowadzenia reformy było podwojenie liczby mieszkańców Galicji od lat sześćdziesiątych XIX wieku i związany z tym lawinowy przyrost spraw rozpatrywanych przez Namiestnictwo. Reorganizacja Bobrzyńskiego polegała przede wszystkim na zwiększeniu liczby departamentów. W pierwszej fazie przemian było ich 26, w 1912 roku ich liczba osiągnęła 37. Kluczowe było skupienie najważniejszych spraw w osobnych departamentach, nowe ich rozlokowanie i przydział spraw. Wzmocniono również kadrowo aparat urzędniczy. Namiestnik nie był w stanie, ze względu na ich liczbę, osobiście przeglądać i aprobować wszystkich spraw, stąd Bobrzyński rezygnując z tego zastrzegł do swej wyłącznej decyzji kwestie obejmujące: projekty i zmiany ustaw państwowych i krajowych, rozporządzenia ogłaszane w „Dzienniku Ustaw Krajowych”, wydawanie okólników i relacji, interpelacje wnoszone na Radzie Państwa i Sejmie Krajowym a także te sprawy które departamenty uważały za najważniejsze. 
Skład Namiestnictwa w 1914 r,
- Namiestnik
- 2 Wiceprezydentów
- 4 Radców Dworu (2 dla Namiestnictwa, 1 dla Rady Szkolnej Krajowej, 1 dla Starostw)
- 36 Radców Namiestnictwa (19 Radców Namiestnictwa, 12 dla Starostw, 4 Referentów ds szkolnych, 1 Referent ds sanitarnych)
- Departament Techniczny
- Departament Sanitarny
  - Krajowy Referent ds Sanitarnych
- Inspektorat Kultury Krajowej
- Biuro Inspekcji Lasowej
  - Krajowy Inspektor Leśnictwa BIL
- Archiwum Państwowe we Lwowie
- Departament Weterynaryjny
- Departament Rachunkowy
- Dyrekcja Urzędów Pomocniczych Namiestnictwa
  - Komisja Regulacji Rzek w Galicji (od r. 1901)
  - ck Krajowa Komisja Agrarna we Lwowie
  - Komitet ds chowu koni w Galicji (od r. 1881)
  - ck Krajowa Komisja dla Zalesień Ochronnych
  - ck Krajowa Rada Zdrowia we Lwowie (od r. 1870)
  - Urzędowa "Gazeta Lwowska" – organ Namiestnictwa wraz z dziennikiem urzędowym jako organem do obwieszczeń sądowych i administracyjnych (zał. w r. 1810).
  - Galicyjska Filia ck Telegraficznego Biura Korespondencyjnego we Lwowie (otwarta w r. 1898).

## Namiestnictwo galicyjskie podczas I wojny światowej (1914-1918)
Po wybuchu I wojny światowej początkowo poza terenami bezpośrednich działań wojennych podległych władzom wojskowym dotychczasowa administracja galicyjska kontynuowała swoją działalność. Jednak gdy na przełomie 1914 i 1915 roku gdy Austro-Węgry utraciły większość Galicji, ewakuowano ze Lwowa najpierw do Krynicy, a następnie do Białej Namiestnictwo i Wydział Krajowy, jak i inne centralne galicyjskie urzędy. Jedocześnie Naczelna Komenda Armii (AOK), motywując to koniecznością sprawnego działania na bezpośrednim zapleczu frontu, na podstawie rozporządzenia cesarskiego z 31 sierpnia 1914 r. podporządkowała sobie cywilną administrację kraju. Mimo sprzeciwów dotychczasowego Namiestnika Witolda Korytowskiego, AOK zbudowała alternatywną w stosunku do dotychczasowej cywilnej własną administrację etapową, której podporządkowała większość spraw podlegających dotychczas władzom krajowym i państwowym w Galicji. Władzom wojskowym podporządkowano również organy policyjne i żandarmerię. Po zajęciu Galicji okupacyjne władze rosyjskie powołały do życia galicyjsko-bukowińskie generał-gubernatorstwo wojskowego na czele którego stał generał Gieorgij Bobrinski. 
Po odbiciu większości terenów Galicji przez armię austro-węgierską pod naciskiem AOK i sprzeciwie Koła Polskiego i jego prezesa Leona Bilińskiego, pod koniec lipca 1915 r. odwołano Witolda Korytowskiego z funkcji Namiestnika. Od tej pory wszyscy nowi namiestnicy byli jednocześnie generałami w służbie czynnej. Funkcję tę kolejno pełnili Hermann von Colard, Erich von Diller i Karl Georg Huyn. Wszyscy oni byli podporządkowani zarówno rządowi centralnemu w Wiedniu, jak i AOK w Cieszynie. Ta podwójna zależność utrzymała się do końca rządów austriackich. Na obszarze wschodnim kraju właściwe rządy sprawowała niemal do końca wojny Komenda Etapów 2. Armii, której podlegali też starostowie, podporządkowani też Namiestnictwu. Służba etapowa starała się zapewnić jak największe wykorzystanie gospodarcze terenów znajdujących się na obszarze operacji wojennych. Jej zadaniem był dowóz potrzebnych surowców i materiałów, ewakuacja ludności cywilnej, budowa i konserwacja sieci kolejowej, drogowej i telefonicznej, zapewnienie bezpieczeństwa, zarządzanie służbą sanitarną, a także administrowanie tym obszarem. Z istotnych dla mieszkańców przepisów utrudniających im życie były bardzo ostre rygory w zakresie przemieszczania się i podróżowania. Na nadal okupowanych przez Rosjan terenach wschodniej Galicji  działało galicyjskie generał-gubernatorstwo na którego czele stał Fiodor Triepow (młodszy) a potem Dmytro Doroszenko.
1 listopada 1918 ostatni austriacki namiestnik Galicji Karl Georg Huyn przekazał władzę na ręce dotychczasowego wiceprezydenta Namiestnictwa Wołodymyra Decykewycza.

## Siedziba
Siedzibą Namiestników Galicji był Pałac Namiestnikowski we Lwowie, wybudowany w roku 1821 dla gubernatora Franza von Hauera na tzw. "Wałach Gubernatorskich". W 1828 r. ulica otrzymała nazwę Pańska Wyższa, następnie od 1871 r. – ul. Czarnieckiego, w 1940 r. – Radziecka. Od 1992 r. ulica nosi nazwę Wynnyczenki. Od roku 1920, tj. od ustanowienia województwa lwowskiego, w dawnym pałacu namiestnikowskim mieścił się Urząd Wojewódzki.

## Namiestnicy Galicji

### Namiestnicy
- 15.01.1849 – 08.1859 – Agenor Romuald Gołuchowski
- 08.1859 – 12.1859 – Joseph von Kalchberg
- 12.1859 – 06.1861 – Karl Mosch (p.o)
- 06.1861 – 27.10.1864 – Alexander von Mensdorff-Pouilly
- 28.10.1864 – 19.10.1866 – Franz von Paumgarten
- 20.10.1866 – 07.10.1867 – Agenor Romuald Gołuchowski
- 07.10.1867 – 20.07.1871 – Ludwik Possinger-Choborski (p.o.)
- 20.07.1871 – 3.08.1875 – Agenor Romuald Gołuchowski
- 24.11.1875 – 10.08.1883 – Alfred Józef Potocki
- 10.08.1883 – 30.09.1888 – Filip Zaleski
- 19.10.1888 – 29.09.1895 – Kazimierz Badeni
- 25.09.1895 – 31.03.1898 – Eustachy Stanisław Sanguszko
- 31.03.1898 – 08.06.1903 – Leon Jan Piniński[11]
- 08.06.1903 – 12.04.1908 – Andrzej Kazimierz Potocki
- 28.04.1908 – 14.05.1913 – Michał Bobrzyński
- 14.05.1913 – 20.08.1915 – Witold Korytowski

### Namiestnicy - wojskowi podczas I wojny światowej
- 21.08.1915 – 8.04.1916 – Hermann von Colard
- 09. 04.1916 – 29.02.1917 – Erich von Diller
- 01.03.1917 – 01.11.1918 – Karl Georg Huyn
- 01.11.1918 – Wołodymyr Decykewycz (p,o)

### Rosyjscy gubernatorzy wojenni Galicji podczas I wojny światowej
- 08.1914 – 1915 – Gieorgij Bobrinski
- 04.10.1916 – 31.03.1917 – Fiodor Triepow
- 04.1917 - 06.1917 Dmytro Doroszenko